# Xã Hubbard, Quận Hubbard, Minnesota
Xã Hubbard (tiếng Anh: Hubbard Township) là một xã thuộc quận Hubbard, tiểu bang Minnesota, Hoa Kỳ. Năm 2010, dân số của xã này là 784 người.